# Kamosowo Stanomino
Kamosowo Stanomino – zlikwidowany przystanek kolei wąskotorowej (Białogardzka Kolej Dojazdowa) przy skrzyżowaniu dróg lokalnych prowadzących do Kamosowa i Stanomina, w województwie zachodniopomorskim, w Polsce.